# The Ketchup Song
"The Ketchup Song" é uma canção do girl group espanhol Las Ketchup, contido em seu álbum de estreia Hijas del Tomate (2002). Foi lançada como single de estreia do grupo, em 10 de junho de 2002. Liricamente, é sobre um jovem que entra em uma boate enquanto canta e dança. Além da versão original em espanhol, a música possui versões em spanglish e português, embora o refrão sem sentido seja idêntico nas três versões. Logo após o seu lançamento, "The Ketchup Song (Aserejé)" tornou-se controversa por causa de teorias da conspiração que apontavam referências ocultas ao satanismo.
Apesar disso, se tornou um sucesso comercial internacional. Alcançou o primeiro lugar na parada musical em pelo menos 20 países europeus e se tornou a canção mais adquirida de 2002 em oito deles. Também foi número um na Austrália, Canadá e Nova Zelândia, mas estagnou na posição 54 nos Estados Unidos. Até 2006, a música havia vendido mais de sete milhões de unidades em todo o mundo. A coreografia da música foi popular no início dos anos 2000. Além disso, a música e seus movimentos de dança foram apresentados no jogo eletrônico Just Dance 4 (2012).

## Antecedentes
O grupo Las Ketchup foi apresentado à Columbia Records através da Shaketown Music, uma pequena gravadora em Córdoba, Andaluzia, que enviou uma demo das meninas para muitas gravadoras. Na demo, estavam as canções "Asereje" e "Kusha Las Payas". Foi aí que o A&R e o diretor da gravadora disseram: "Uau, isso é fantástico" e as contratou.

## Composição
"The Ketchup Song (Aserejé)" está descrita na nota de Mi ♭ menor e segue a progressão de acordes no refrão; Ebm-Db-Cb-Abm-Bb7. O pré-refrão usa uma corda alterada (menor), ou um acorde de empréstimo, como a cadência. De acordo com a Pandora.com, a música apresenta instrumentação acústica e elétrica misturadas, letras humorísticas e riffs de guitarra elétrica. Apesar de seu título, "The Ketchup Song" não é sobre ketchup. A música é sobre um homem chamado Diego, que entra em uma boate. O disco-jóquei (DJ), sendo seu amigo, coloca a música favorita de Diego, "Rapper's Delight", do grupo de rap estadunidense Sugarhill Gang. Diego fica animado e tenta cantar, mas é incapaz disso, devido ao seu estado de inibição e ao fato de não falar inglês. Em vez disso, ele canta a seguinte letra para a música do Sugarhill Gang:
| The Ketchup Song                                                                    | Rapper's Delight |
| ----------------------------------------------------------------------------------- | --- |
| Aserejé ja de jé de jebe tu de jebere sebiunouva majabi an de bugui an de buididipí | I said a hip hop the hippie the hippie to the hip hip hop, a you don't stop the rock it to the bang bang boogie say up jumped the boogie to the rhythm of the boogie, the beat |

A controvérsia que desencadeou foi enraizada no título da música "Aserejé", que supostamente faz referência a um ser demoníaco. A letra 'A' em espanhol significa (para); ser (ser); e hereje (herético). As membros do grupo, no entanto, insistiram que a música é em grande parte sarcástica e não satânica.

## Videoclipe
O videoclipe de "The Ketchup Song (Aserejé)" foi filmado em Estepona, em Espanha, no bar Chiringuito; um quiosque na praia. A produção começa com as integrantes do Las Ketchup colocando um tapete no chão e os bancos para realizar seu show. Elas servem as pessoas com bebidas exóticas. Um atendente com dreadlocks derrama bebida entusiasticamente em um copo e faz malabarismos com uma garrafa. Enquanto isso, mais e mais frequentadores da praia são mostrados chegando ao local para assistir a performance do trio. Em algumas cenas do clipe, as garotas aparecem dançando perto de janelas de madeira que são colocadas individualmente na praia.
Durante o refrão da música, as Las Ketchup executam a coreografia da música, ao lado de outros visitantes que também participam bem entusiasmados. A banda é então mostrada em cima de uma mesa, onde elas dançam na frente de uma multidão. Ao final do vídeo, a multidão se torna enorme e se multiplica, com adultos, jovens e crianças se mostrando felizes ao som da canção, perto do quiosque na praia.

## Coreografia
Para o primeiro movimento de dança, as mãos devem ser abertas de frente para baixo e acenando-as mais duas vezes por seis batidas. O segundo envolve lançar o polegar sobre o ombro duas vezes, logo antes de girar o braço um do outro enquanto se levanta da cintura para o nível do rosto. O último movimento da dança envolve colocar a parte de trás da mão na testa e a palma da outra mão na parte de trás da cabeça enquanto toca os joelhos algumas vezes.

## Recepção da critica
Andy Thomas, de Drowned In Sound, deu à música um 9 de 10, afirmando: "The Ketchup Song é melhor do que a Macarena", enquanto reconhece que a música não é inteligente e não vai obter uma única revisão positiva fora da pequena imprensa teen bop". Thomas descreveu as membros do Las Ketchup na música como "três mulheres espanholas de aparência estranha, que são as orgulhosas expoentes da Macarena deste ano. Tem movimentos de dança (mexer as mãos, levantar o polegar, levantar os braços, bater os joelhos juntos) e um vídeo ensolarado onde o trio serve bebidas em um bar de uma praia".

## Recepção comercial
A música atingiu o topo das paradas em praticamente todos os países que entrou, exceto dentro da parada da Billboard Hot 100, dos Estados Unidos, alcançou o número 54. Na França, a música atingiu o número um por onze semanas e, eventualmente, vendeu 1.310.000 cópias, tornando-se o melhor single de 2002 e o segundo mais vendido do século XXI no país, atrás de "Un monde parfait" de Ilona Mitrecey. Além disso, foi o 50º single mais vendido dos anos 2000 no Reino Unido.

## Recepção e adaptações
- Para o lançamento no Brasil, foi feita uma versão cantada em portunhol, com a participação do Rouge, junto com Las Ketchup, chamada "Ragatanga". Essa versão aumentou significativamente as vendas do álbum de estreia do grupo, fazendo com que vendesse mais de 1 milhão de cópias no Brasil.[14]
- A canção foi refeita em La Vida Mickey 2 pela Walt Disney Records. Em 2004, esta canção foi incluída no álbum de um popular seriado infantil nos EUA, Kidz Bop 4.
- O programa alemão de comédia política Die Gerd-Show pegou a canção e fez uma paródia da letra, chamada "Der Steuersong" (A Canção da Taxa) para as políticas de taxas do então chanceler alemão Gerhard Schröder.
- Em 2012, foi incluída no Just Dance 4, protagonizada por duas mulheres num cenário tropical, a coreografia neste videoclipe é diferente do grupo Rouge.
- Em 2020, a cantora e atriz, Aline Wirley, ex Rouge, lançara a canção em seu segundo álbum solo, Indômita, em uma versão repaginada com uma mescla-musical junto a Brilha La Luna, também do grupo Rouge.

## Faixas
| CD maxi |                                                  |         |  |
| N.º     | Título                                           | Duração |  |
| 1.      | "The Ketchup Song (Aserejé)" (Spanglish Version) | 3:32    |  |
| 2.      | "The Ketchup Song (Aserejé)" (Spanish Version)   | 3:32    |  |
| 3.      | "Song (Aserejé)"                                 |         |  |
| 4.      | Sem título (Motown Club Single Edit)             | 3:41    |  |

| CD maxi |                                                               |         |  |
| N.º     | Título                                                        | Duração |  |
| 1.      | "The Ketchup Song (Aserejé)" (Crystal Sound Xmas mix)         | 3:50    |  |
| 2.      | "The Ketchup Song (Aserejé)" (Karaoke Version)                | 3:44    |  |
| 3.      | "The Ketchup Song (Aserejé)" (Chiringuito Club mix)           | 5:30    |  |
| 4.      | "The Ketchup Song (Aserejé)" (video – Crystal Sound Xmas mix) |         |  |

## Desempenho nas tabelas musicais
| País — Tabela musical (2003)                | Posição de pico |
| ------------------------------------------- | --------------- |
| Alemanha (Offizielle Deutsche Charts)       | 1               |
| Austrália (ARIA)                            | 1               |
| Áustria (Ö3 Austria Top 75)                 | 1               |
| Bélgica (Ultratop 50 de Flandres)           | 1               |
| Bélgica (Ultratop 50 da Valônia)            | 1               |
| Canadá (Canadian Hot 100)                   | 1               |
| Dinamarca (Hitlisten)                       | 1               |
| Espanha (PROMUSICAE)                        | 1               |
| Estados Unidos (Billboard Hot 100)          | 54              |
| Estados Unidos (Billboard Hot Latin Songs)  | 1               |
| Estados Unidos (Tropical Songs)             | 1               |
| Europa (Billboard European Hot 100 Singles) | 1               |
| Finlândia (Suomen virallinen lista)         | 1               |
| França (SNEP)                               | 1               |
| Grécia (IFPI)                               | 1               |
| Hungria (Single Top 40)                     | 1               |
| Irlanda (IRMA)                              | 1               |
| Itália (FIMI)                               | 1               |
| Noruega (VG-lista)                          | 1               |
| Nova Zelândia (Recorded Music NZ)           | 1               |
| Países Baixos (Dutch Top 40)                | 1               |
| Polônia (Polish Singles Chart)              | 1               |
| Portugal (Portuguese Singles Chart)         | 1               |
| Reino Unido (UK Singles Chart)              | 1               |
| Romênia (Romanian Top 100)                  | 1               |
| Suécia (Sverigetopplistan)                  | 1               |
| Suíça (Schweizer Hitparade)                 | 1               |

| País — Tabela musical (2002)     | Posição |
| -------------------------------- | ------- |
| Australian Singles Chart         | 5       |
| Austrian Singles Chart           | 2       |
| Belgian (Flanders) Singles Chart | 1       |
| Belgian (Wallonia) Singles Chart | 1       |
| French Singles Chart             | 1       |
| Irish Singles Chart              | 3       |
| Swiss Singles Chart              | 1       |
| UK Singles Chart                 | 8       |
| Swedish Singles Chart            | 1       |
| País — Tabela musical (2003)     | Posição |
| Australian Singles Chart         | 8       |
| Austrian Singles Chart           | 23      |
| Belgian (Wallonia) Singles Chart | 62      |
| French Singles Chart             | 24      |
| Swiss Singles Chart              | 45      |
| UK Singles Chart                 | 171     |

| País — Tabela musical (2002–2009) | Posição |
| --------------------------------- | ------- |
| Australian Singles Chart          | 11      |
| German Singles Chart              | 8       |

| País          | (Empresa)      | Certificação | Vendas    | Ref.   |
| ------------- | -------------- | ------------ | --------- | ------ |
| Alemanha      | BVMI           | 2× Platina   | 1 000     | [ 59 ] |
| Austrália     | ARIA           | 3× Platina   | 210 000   | [ 60 ] |
| Áustria       | IFPI Austria   | 2× Platina   | 60 000    | [ 61 ] |
| Bélgica       | BEA            | 5× Platina   | 250 000   | [ 62 ] |
| Dinamarca     | IFPI Dinamarca | 2× Platina   | 20 000    | [ 63 ] |
| Finlândia     | IFPI Finlândia | Platina      | 15 483    | [ 64 ] |
| França        | SNEP           | Diamante     | 1 750 000 | [ 65 ] |
| Grécia        | IFPI Grecia    | 2× Platina   | 40 000    | [ 66 ] |
| Japão         | RIAJ           | Platina      | 50 000    | [ 67 ] |
| Países Baixos | NVPI           | Platina      | 60 000    | [ 68 ] |
| Noruega       | IFPI Noruega   | 6× Platina   | 60 000    | [ 69 ] |
| Nova Zelândia | RIANZ          | 2× Platina   | 30 000    | [ 70 ] |
| Reino Unido   | BPI            | Platina      | 600 000   | [ 71 ] |
| Suécia        | GLF            | 4× Platina   | 120 000   | [ 72 ] |
| Suíça         | IFPI Suiza     | 3× Platina   | 120 000   | [ 73 ] |

## Versão de Rouge
"Ragatanga" é uma canção do girl group brasileiro Rouge. É uma versão adaptada em português da canção "The Ketchup Song", do grupo Las Ketchup. Lançada em 31 de agosto de 2002, apenas no Brasil e em Portugal no mesmo ano que a original, ficou entre as canções de maior sucesso daquele ano no Brasil e é o maior sucesso do grupo, sendo que houve registros de que a canção chegou a tocar mais de quinze vezes por dia nas rádios brasileiras. Passou 11 semanas em primeiro lugar nas rádios brasileiras.

### Antecedentes e composição
Ao selecionar as faixas para o primeiro álbum do grupo, Liminha foi a uma reunião com representantes da Sony de todo o mundo e comentou que precisava de repertório para um grupo que iria lançar no Brasil, recebendo da Espanha a canção "Asereje", cantada Las Ketchup. Mas a canção, no entanto, quase não entrou no disco. "A lista de canções já estava pronta quando ouvi falar de ‘Ragatanga’, disse Alexandre Schiavo, vice-presidente de marketing da Sony Music Brasil.
Daí, Rick Bonadio fez uma versão e a transformou em Ragatanga, cujo refrão, "Aserehe ra de re De hebe tu de hebere seibiunouba mahabi," não quer dizer nada, segundo Schiavo. Na explicação de Schiavo, é aquela embromação que as pessoas que não sabem inglês costumam cantar. "Coisa que as adolescentes do Las Ketchup inventaram", conta. Já Bonadio opina: "o segredo de uma boa versão é ter fidelidade à original, não tentar inventar". A versão brasileira tem um misto de espanhol e português, já que conta com a participação de Las Ketchup.

### Desempenho comercial
"Ragatanga" se tornou um imediato  viral no Brasil, conquistando as paradas de sucesso de maneira rápida e veloz. A canção atingiu a primeira posição das rádios, permanecendo por três meses consecutivos em primeiro lugar.

### Legado
"Ragatanga" se tornou um hit  de proporções estrondosas no Brasil, fazendo com que o Rouge se tornasse não só popular no Brasil, mas em algumas partes do mundo. O single foi tido como a canção que impulsionou as vendas do primeiro álbum da banda. Em dois meses nas lojas, o álbum chegou à marca de 730.000 cópias vendidas e tornou-se favorito ao título de campeão comercial de 2002. Além disso, a canção não saía do topo das paradas. A canção também foi tida como a razão para que os ingressos para a estreia do grupo no dia 14 de novembro de 2002, no ATL Hall, no Rio de Janeiro, se esgotassem. Nessa época, o álbum já tinha chegado à marca de 950 mil cópias.
A revista americana Billboard, que traz os maiores destaques do mundo da música, trouxe uma matéria com foto do Rouge, na edição americana de outubro de 2002. A reportagem mostrou detalhes da produção, como foi feito o crossover dos hits,o impacto da música nas rádios, e falou um pouquinho sobre a primeira turnê que fizeram pelo Brasil. Além de ter falado dos hits "Ragatanga" e "Não Dá pra Resistir", foi falado também sobre a carreira internacional que a banda estaria prestes a começar, a primeira apresentação do Rouge na Argentina, com enorme sucesso, e das pretensões de lançar o CD do grupo em diversos países da América do Sul.

### Videoclipe
Em 31 de agosto, estreou o videoclipe de "Ragatanga". O videoclipe de "Ragatanga" é simples, contando com as meninas dançando a coreografia da canção, num palco gigante, enquanto que a letra do refrão é exibida no clipe. O Clipe também conta com  participação do trio Las Ketchup,  no qual deram origem a coreografia base do canção. Entretanto, o coreografo na época, Ivan Santos, incrementou a coreografica com mais passos e gestos.

### Covers e outras versões
Em 2012, a cantora Kelly Key fez um cover da canção, para a coletânea Festa Kids (2012). A regravação foi extremamente criticada por diversos meios, por deixar a música "sem graça". Kelly foi eventualmente comparada na internet com o ex-marido Latino, por  fazer regravações malfeitas de diversos sucessos. Em 2013, num show realizado numa boate em São Paulo, a cantora Wanessa convidou Li Martins, para cantar algumas músicas, entre elas "Ragatanga". Ainda em 2013, a canção "Ramón" da girlband Girls (formada e produzida pelo mesmo produtor do Rouge, Rick Bonadio), incluída no  primeiro álbum de estúdio da banda, foi comparada à "Ragatanga", devido ao seu ritmo latino e ao protagonista da canção, que já está sendo considerado o novo Diego

### Faixas e versões
CD Single
1. "Ragatanga (Aserejé)" (Álbum Version)
2. "Ragatanga (Aserejé)" (Radio Edit)
3. "Ragatanga (Aserejé)" (Memê's Da Carnival Beat Remix)
4. "Ragatanga (Aserejé)" (Cuca Rnb Mix)

CD Single (Remixes)
1. "Ragatanga (Aserejé)" (Memê's Summer Heat Mix) - 4:09
2. "Ragatanga (Aserejé)" (Da Carnival Beat Mix) - 4:09

### Desempenho nas tabelas musicais

#### Posições
| Tabela musical (2002) | Melhor posição |
| --------------------- | -------------- |
| Brasil (HITS)         | 1              |